# ستاد بريست 29
ستاد بريست 29 (بالفرنسية: Stade Brestois 29) أو كما يُعرف اختصارًا باسم بريست (بالفرنسية: Brestois)، هو نادي كرة قدم فرنسي يلعب في الدوري الفرنسي. تأسس النادي عام 1903، ويقع مقره في بريست. حصل الفريق على الدوري الفرنسي الدرجة الثانية مرة واحدة، وعلى كأس غامبارديلا مرة واحدة، وعلى دوري الشرف 4 مرات، وعلى كأس بريتاني مرة واحدة، وعلى بطولة الرعاية الفرنسية مرة واحدة.

## التاريخ
تختلفُ المصادر حول تاريخ تأسيس النادي الذي أكَّد في موقعه الرسميّ أنه تأسَّسَ عام 1950 بعدَ اندماج خمس نوادٍ محليّة. عوَّض ستاد بريست عندَ تأسيسهِ نادي أرموريكين دي بريست الذي تأسَّسَ عام 1903 ليكون وريثه كرويًا حيث حلَّ محله في مختلفِ المنافسات والبطولات.

### أرموريكين دي بريست (1903-1950)
أنشأ مركزُ الرعاية في سانت لويس عام 1903 قسمًا رياضيًا له سُميَّ أرموريكين دي بريست (بالفرنسية: Armoricaine de Brest). نشطَ القسم الرياضي الجديد خلال تلك الفترة وازداد نشاطه مع مرور السنين وهو ما ساهمَ في زيادة نشاط مركز الرعاية الذي كان يحضر لهُ – قبل بداية الحرب العالمية الأولى – حوالي 500 شاب و 400 طفل من أجل المشاركة في مختلف أنشطة المركز بما في ذلك التدريب العسكري والرماية وكرة القدم وألعاب القوى والجمباز الرجالي والمسرح والجوقة وغيرها من الأنشطة. تسبَّبت الحرب العالميّة في إضعافِ نشاط نادي أرموريكين دي بريست الذي سُرعان ما عاد بعد نهايتها لاستئناف نشاطه.
انتقل أرموريكين دي بريست عام 1922 إلى ملعبٍ جديدٍ في منطقة بِيتِي باريس الذي كان يلعبُ فيه نادي الملعب الفرنسي (بالفرنسية: Stade Français) للرغبي. اتفقَ الفريقانِ على افتتاح الملعب في التاسع من شباط/فبراير 1923، وهي الفترة التي بدأ فيها نادي أرموريكين دي بريست بضمِّ لاعبين جدد لصفوفه على غِرار حارس المرمى المعروف أليكس ثيبو وروبرت كوات وخوان جوجين وآخرون.
شارك النادي حينها في عددٍ من البطولات بما في ذلك كأس فرنسا عامي 1921 و 1927 ثم عاد ليُشارك في نفس البطولة في مواسم 1923 و 1926 و 1928 و 1930 و 1931 و 1935 فيما حقَّقَ اللقب لأول مرةٍ في تاريخه عام 1926 حينما فازَ في المباراة النهائية على نادي سانت خوان دي لويز (بالفرنسية: Saint-Jean-de-Luz) بثلاثيّة نظيفة. على جانبِ اللاعبين، يُعتبر الحارس أليكس ثيبو أبرز من مثَّل النادي في هذه الفترة حتى أنه كان الحارس الأساسي للمنتخب الفرنسي بعد المستوى الجيّد الذي قدمه مع ناديه أرموريكين دي بريست.

### ستاد بريست (1950-1982)
تقرر عام 1950 دمجُ خمسة نوادي كاثوليكيّة صغيرة وهي أرموريكين دي بريست وأفونير دي سانت مارتن وفلام دي بيليي روج وميليس سي سانت ميشيل وجون دي سانت مارك من أجل تشكيلِ نادٍ واحدٍ كبيرٍ هو ستاد بريست. كان الهدفُ من تشكيلِ هذا الأخير هو منافسة نادي آس بريست الذي عُرف بعلمانيته في تلك الفترة. ترأسَ جان أوفريه النادي منذ تأسيسه (أي عام 1950) وبقي رئيسًا فخريًا للفريقِ حتى وفاته عام 1998.
بدأ ستاد بريست اللعب القسم الأول في بريتاني حيث عوَّض نادي أرموريكين دي بريست، ثم صعد في العام الموالي من تأسيسه للقسم الممتاز في بريتاني (محليًا) قبل أن يصعد لما كان يُعرف حينها بقسم الشرف الإقليمي عام 1952 ثمّ وصل في العام 1953 لقسم الشرف. صَعَدَ ستاد بريست أخيرًا إلى دوري الدرجة الرابعة (وكانت تُعرف حينها باسمِ بطولة الهواة) عام 1958 مستفيدًا من انسحاب نادي فولتيجور دو شاتوبريانت (بالفرنسية: Voltigeurs de Châteaubriant). بدأ النادي مع مرور الوقت ومع عقد صفقاتٍ جديدةٍ في منافسة آس بريست ومع أنه هبط لقسم ما تحتَ الهواة (الدرجة الخامسة) عام 1963 إلا أنه عاد سريعًا للقسم الرابع عام 1966.
تمكَّن ستاد بريست في الصعود لدوري الدرجة الثانيّة عام 1970، وهو العام الذي شهد فيه الفريق إعادة هيكلة ووُسّع ملعبه وأشياء أخرى حتى تنطبق عليه لوائح وشروط الاتحاد الفرنسي لكرة القدم. نجحَ النادي الفرنسي عام 1979 في الصعودِ لدوري الدرجة الأولى لأول مرةٍ في تاريخه، لكنّ ظهوره الأول لم يكن جيّدًا حيث أنه احتلَّ المركز الأخير في جدول الترتيب فعاد لدوري الدرجة الثانية في في الموسم التالي. عيّنت إدراةُ النادي رئيسًا جديدًا هو فرانسوا يفينك ومعه شهد الفريق بعض النجاحات حيث نجحَ في العودة لدوري الدرجة الأولى واستطاعَ البقاء في دوري الأضواء لعدة مواسم.

### بريست أرموريك (1982-1991)
قرَّرَ رئيس النادي فرانسوا يفينك عام 1983 تغيير اسم النادي من ستاد بريست إلى إف سي بريست أرموريك (بالفرنسية: FC Brest Armorique) من أجلِ تحديد الموقع الجغرافي للنادي (من خلال اسمه) بشكلٍ أفضل. كان عام 1986 نقطة تحولٍ في حياة النادي، حيث برزت اعتبارًا من هذا الموسم عدّة فرق كرويّة بما في ذلك فريق ساوث أمريكان ستارز (بالفرنسية: South American stars) الذي قدم موسمًا تاريخيًا في القسم الأول عام 1987.
تراجع مستوى النادي في ظلِّ بروز أندية أخرى، كما فشلت صفقات الفريق فمع أنه ضمَّ عددًا من اللاعبين الشباب بما في ذلك بول لوجوين وفينسنت غيران وباتريك كوليتر إلى أنَّ الفريق هبطَ لدوري الدرجة الثانيّة عام 1988. سُرعان ما عاد النادي لدوري الأضواء بعدما حقّق مركزًا مؤهلًا، ثمّ لعب المباراة الفاصلة أمامَ راسينغ كلوب دي ستراسبورغ وفاز عليه كاتبًا صفحة جديدة في صفحات تاريخ النادي.
مع عودته لدوري الدرجة الأولى، عقدَ بريست أرموريك عدّة صفقاتٍ حيث ضمَّ لصفوفه عددًا من الشبان الصاعدين بما في ذلك كورينتين مارتينز ودافيد جينولا وروبيرتو كاباناس وستيفان غيفارش. تمكَّن الفريق بفضل لاعبيه الجُدد من البقاء في الدوري في الموسم الأول بعدما حقَّق نتائج طيّبة في مبارياته، كما حلَّ في الموسم الثاني في المركز الحادي عشر في الجدول النهائي لترتيب الدوري لكنّ الفريق هبطَ لدوري الدرجة الثانيّة بقرارٍ من الاتحاد الفرنسي لكرة القدم بعد فشله في تسوية وضعيّته الماليّة والإداريّة.
انتهى الأمر بالنادي في الدخول في دوامةٍ من المشاكل الماديّة، لكنّه كافحَ في دوري الدرجة الثانيّة لعله يعودُ للدرجة الأولى بالتزامنِ مع تحسين وضعية الفريق. كان هذا التخطيط الإداري صعب التنفيذ حيث تفاقمت المشاكل منذ البداية فدخل النادي في دوامةٍ من النتائج السلبيّة ثم ازدادت الأمور تعقيدًا حينما اقتحمَ أنصار الفريق ملعب المباراة خلال مقابلةٍ أمامَ نادي غانغون وهو ما أثار الكثير من الجدل وجرَّ انتقاداتٍ لا نهاية لها للنادي ولإدارته التي أفلست رسميًا بعدما بلغت ديون النادي ما مجموعهُ 150 مليون فرنك. حُلَّ الفريق نهائيًا نتيجةً لكلّ هذا، فشطبَ الاتحاد الفرنسي لكرة القدم على كلّ نتائجه في ذلك الموسم فيما غادر لاعبو الفريق صوب فُرق أخرى في فرنسا أو خارجها.

### الهواة (1991-2004)
استمرَّ الفريق الرديف للنادي – مع كلّ المشاكل التي أحاطت بالفريقِ الأول وما ترتب عنها – في النشاطِ في أقسام الهواة تحتَ المسمّى القديم ستاد بريست. صعد النادي عام 1993 إلى دوري الدرجة الثالثة، لكنّه لم يُطوّل كثيرًا حيث هبطَ للقسم الرابع عام 1997 والذي بقي فيهِ لثلاث مواسم. عاد ستاد بريست بعد عشرِ سنوات قضاها في مختلف أقسام الهواة لدوري الدرجة الثانية عام 2000 حيثُ بقي فيها لأربعة مواسم.

### ستاد بريست (2004-2013)
قدم الفريق في دوري الدرجة الثانيّة أداءً جيدًا وذلك بقيادة اللاعب الفرنسي فرانك ريبيري، لكنه كان بعيدًا من الصعود لدوري الدرجة الأولى في ظلّ المنافسة القويّة من باقي الفرق. تمكّن الفريقُ أخيرًا في الموسم الكرويّ 2009-10 تحت قيادة المدرب المحنّك أليكس دوبونت في احتلالِ المركز الثاني في جدول الترتيب ثمّ خاض المباراة الفاصلة أمام نادي تور في الثلاثين من نيسان/أبريل 2010 فهزمهُ بهدفينِ نظيفينِ ضامنًا بذلك الصعود لدوري الدرجة الأولى. قدَّمَ الفريقُ في ذلك الموسم أداءً جيدًا فبالإضافةِ لضمان الصعود لدوري الدرجة الأولى، وصلَ النادي في كأس فرنسا لدور الستّة عشر قبل أن يُغادره أمام نادي لانس في الوقت الإضافي. واصل الفريق تقديم عروضٍ مقبولة، حيثُ ضمن البقاء في الموسم الأول في التاسع والعشرون من أيار/مايو 2011 على الرغم من الهزيمة على أرضه أمام تولوز، كما ضمن في الموسم الكرويّ 2011–12 البقاء حتى الجولة الأخيرة حينما تغلَّب على نادي إيفْيان خارج أرضه محققًا بذلك أول فوزٍ له خارج الديار طوال جولات الدوري.

## قائمة المدربين
هذه قائمةٌ بمدربي نادي بريست الفرنسي منذ تأسيسهِ رسميًا عام 1950:
| - فرانسيس شوبان (1950–62) - ألبرت توريس (1962–63) - سركيس جارابديان (1963–76) - أرماند فويلين (1963–76) | - إرنست رانو (1964–66) - آلان دي مارتيجني (1976–82) - دوشان ننكوفيتش (1982-84) - روبرت ديويلدر (1984–86) | - ريمون كيروزوري (1986-87) - برنارد ماليجورن (1987–89) - سلافولجوب موسلين (1989-1991) - أرماند فويلين (1991-1993) | - إيفون لو رو (1991-1993) - إيف تودوروف (1993-1994) - بيير جارسيا (1994-95) - دينيس جوافيك (1995-1997) | - باسكال روبرت (1997-99) - آلان دي مارتيجني (2) (1999-02) - سيلفان ماتريشيانو (2002–03) - ألبرت روست (يوليو 2003 - مارس 2006) | - تييري جوديت (مارس 2006 - ديسمبر 2006) - باسكال جانين (يناير 2007 - أكتوبر 2008) - جيرالد باتيكل (نوفمبر 2008 - مايو 2009) | - أليكس دوبونت (مايو 2009 - أبريل 2012) - لاندري شوفين (مايو 2012 - أبريل 2013) - كورنتين مارتينز (أبريل 2013 - مايو 2013) | - أليكس دوبونت (يونيو 2013 - مايو 2016) - جان مارك فورلان (مايو 2016 - مايو 2019) - أوليفييه دال أوجليو (مايو 2019 - الآن) |

## الفريق

### التشكيلة الحالية
آخر تحديث للتشكيلة كان بتاريخ 6 فبراير 2021:
| الرقم | الجنسية  | المركز | الاسم                                      |
| ----- | -------- | ------ | ------------------------------------------ |
| 1     | فرنسا    | حارس   | غوتييه لاسونير                             |
| 2     | فرنسا    | مدافع  | جين-كيفن دوفيرن                            |
| 3     | فرنسا    | مدافع  | ليليان براسييه                             |
| 4     | فرنسا    | وسط    | إدريسا ديوه                                |
| 5     | فرنسا    | مدافع  | بريندان تشادونيت                           |
| 6     | البرازيل | وسط    | جيان لوكاس أوليفيرا (معار من أولمبيك ليون) |
| 7     | الجزائر  | وسط    | حارس بلقبلة                                |
| 8     | فرنسا    | وسط    | بول لاسن                                   |
| 9     | فرنسا    | مهاجم  | فرانك هونورات                              |
| 10    | فرنسا    | مهاجم  | غايتان تشاربونييه                          |
| 12    | فرنسا    | وسط    | رومان فيليبوتو                             |
| 14    | فرنسا    | مهاجم  | إرفين كاردونا                              |
| 15    | بنين     | مهاجم  | ستيف موني                                  |
| 16    | فرنسا    | حارس   | سيباستيان سيبوا                            |

| الرقم | الجنسية  | المركز | الاسم                  |
| ----- | -------- | ------ | ---------------------- |
| 17    | فرنسا    | مدافع  | دينيس باين             |
| 18    | فرنسا    | مدافع  | رومان بيرود            |
| 19    | فرنسا    | وسط    | فيريس نغوما            |
| 20    | فرنسا    | مدافع  | رونيل بيير-غابرييل     |
| 21    | فرنسا    | وسط    | رومان فيفر             |
| 22    | فرنسا    | وسط    | جوليان فوسيرير         |
| 23    | فرنسا    | مدافع  | كريستوف هيريل          |
| 24    | غيانا    | مدافع  | لودوفيك بال            |
| 26    | فرنسا    | مهاجم  | جيريمي لو دوراون       |
| 27    | فرنسا    | وسط    | هوغو مانييتي           |
| 28    | فرنسا    | وسط    | هيانغا مبوك            |
| 29    | البرتغال | وسط    | هيربيتو دانييل تافاريس |
| 30    | تونس     | حارس   | معز حسن                |

### لاعبون معارون
آخر تحديث كان بتاريخ 6 فبراير 2021: 
| الجنسية  | المركز | الاسم          | النادي المعار إليه |
| -------- | ------ | -------------- | ------------------ |
| فرنسا    | مدافع  | ويليام بون     | باستيا بورغو       |
| البرتغال | وسط    | دانييل تافاريس | نادي فاماليكاو     |

| الجنسية   | المركز | الاسم      | النادي المعار إليه |
| --------- | ------ | ---------- | ------------------ |
| جزر القمر | مهاجم  | رفيقي سعيد | نادي بريوتشين      |

### لاعبين بارزين
فيما يلي أبرز اللاعبين السابقين والحاليين الذين مثلوا نادي بيرست في الدوري وفي المنافسات الدولية منذ تأسيس النادي في عام 1903. للظهور في القسم أدناه، يجب أن يكون اللاعب قد لعب ما لا يقل عن 80 مباراة رسمية للنادي أو مثل منتخبه الوطني سواء أثناء اللعب مع بريست أو بعد مغادرة النادي.

للحصول على قائمة كاملة بلاعبي نادي بيرست، أنظر تصنيف:لاعبو بريست.
| - خوسيه لويس براون - خورخي هيغوين - خوليو سيزار دا سلفا - جيرارد بوشر - باتريك كولتر - دافيد جينولا - فنسنت غيران - ستيفان غيفارش - برنارد لاما - بول لوجوين | - إيفون لو رو - كورينتين مارتينز - بيرنارد باردو - باسكال بيير - فرانك ريبيري - نولان رو - روبيرتو كاباناس - دراغو فابيك |  |

## الجهاز الفني
آخر تحديث كان بتاريخ 24 ديسمبر 2020 : 
| الوظيفة               | الجنسية          | الاسم              |
| --------------------- | ---------------- | ------------------ |
| المدير الفني          | فرنسا            | أوليفير ديل أوغيلو |
| مدرب حرَّاس المرمى      | فرنسا            | جوليان لاتشير      |
| مدرب الشباب           | مارتينيك · فرنسا | برونو جروجي        |
| منسق الفريق           | فرنسا            | جين بيير-راتاشاك   |
| المدير الرياضي        | فرنسا            | جريجوري لورينزي    |
| طبيب الفريق           | فرنسا            | ميشيل كيرغاستيل    |
| أخصائي العلاج الطبيعي | فرنسا            | غيل بودوان         |
| أخصائي العلاج الطبيعي | فرنسا            | إروان أورلاش       |

## بطولات وإنجازات الفريق

### محلي
- الدوري الفرنسي الدرجة الثانية (لقب وحيد) :[43] 
الفائز (1): 1980–81
الوصيف (3): 1978-1979، 2009–10، 2018–19.
- الدوري الفرنسي الدرجة الثالثة
الوصيف (1): 2003-2004.
- الدوري الفرنسي الدرجة الرابعة
بطل المجموعة 1999-2000.
- كأس غامبرديلا (لقب وحيد) :[44] 
1990
- بطولة رعاية كرة القدم الفرنسية (لقب وحيد)
الفائز (1): 1926
- بطولة القسم الثالث الفرنسي
وصيف المجموعة الغربية أعوام 1981 و 1993.
- دوري الشرف (4 ألقاب) : 
الفائز (4): 1966، 1972، 1977، 2005
الوصيف (3): 1958، 1964، 1965.
- بطولة رعاية كرة القدم الفرنسية (4 ألقاب)
الفائز (4): 1956، 1957، 1969، 1976.
الوصول إلى النهائيات: 1958، 1962، 1966، 1970

### أقليمي
- كأس فوليارد (لقب واحد)
الفائز (1): 1920

### دولي
- كأس بريتاني (لقبين) : 
الفائز (2): 1969، 2015.
النهائي (1): 1972
- بطولة الرعاية الفرنسية (لقب وحيد) : 
1923

## الأداء في البطولات

### دوري الفرنسي الممتاز
أفضل مركز وصل إليه نادي بيريست في الدوري الفرنسي الممتاز الحصول على المركز الثامن موسم 1986–87.

### كأس فرنسا
أفضل إنجاز وصل إليه نادي بيريست في كأس فرنسا الوصول إلى ربع النهائي مرتين مواسم 1982–83، و 2014–15.

### كأس الرابطة الفرنسية
أفضل إنجاز وصل إليه نادي بيريست في كأس الرابطة الفرنسية الوصول إلى ربع النهائي في موسم 2019–20.

### كأس الصيف
أفضل إنجاز وصل إليه نادي بيريست في كأس الصيف الوصول إلى دور نصف النهائي في عام 1984.

## إحصائيات
جدولٌ يُلخّص إحصائيات نادي بريست الفرنسيّ من موسم 1997–98 حتى موسم 2019–20:
| الموسم                | المستوى | البطولة         | المركز | عدد المباريات | فوز | تعادل | خسارة | له | عليه | عدد النقاط | البطولات الأوروبيّة | كأس فرنسا   | كأس الدوري الفرنسي | متوسط الحضور الجماهيري |
| نادي بريست/ستاد بريست |         |                 |        |               |     |       |       |    |      |            |                    |             |                    |                        |
| 1997–98               | 4       | قسم الهواة      | 9.     | 34            | 12  | 10    | 12    | 45 | 40   | 46         | ---                | الدور الأول | –                  | 530                    |
| 1998–99               | 4       | قسم الهواة      | 9.     | 34            | 12  | 12    | 10    | 44 | 38   | 48         | ---                | الدور الأول | –                  | –                      |
| 1999–00               | 4       | قسم الهواة      | 1.     | 34            | 20  | 9     | 5     | 50 | 31   | 69         | ---                | دور الـ 32  | –                  | –                      |
| 2000–01               | 3       | البطولة الوطنية | 6.     | 38            | 19  | 6     | 13    | 64 | 48   | 63         | ---                | الدور الأول | –                  | –                      |
| 2001–02               | 3       | البطولة الوطنية | 13.    | 38            | 11  | 11    | 16    | 40 | 43   | 44         | ---                | الدور الأول | –                  | –                      |
| 2002–03               | 3       | البطولة الوطنية | 10.    | 38            | 13  | 11    | 14    | 49 | 44   | 50         | ---                | الدور الأول | –                  | –                      |
| 2003–04               | 3       | البطولة الوطنية | 2.     | 38            | 20  | 8     | 10    | 45 | 30   | 68         | ---                | R.1/8       | –                  | –                      |
| 2004–05               | 2       | الدرجة الثانية  | 9.     | 38            | 13  | 16    | 9     | 38 | 34   | 55         | ---                | دور الـ 32  | دور الـ 16         | 7,340                  |
| 2005–06               | 2       | الدرجة الثانية  | 17.    | 38            | 9   | 15    | 14    | 34 | 48   | 42         | ---                | دور الـ 8   | الدور الأول        | 6,167                  |
| 2006–07               | 2       | الدرجة الثانية  | 14.    | 38            | 10  | 15    | 13    | 40 | 40   | 45         | ---                | دور الـ 32  | الدور الأول        | 5,932                  |
| 2007–08               | 2       | الدرجة الثانية  | 7.     | 38            | 15  | 12    | 11    | 38 | 38   | 57         | ---                | دور الـ 16  | دور الـ 32         | 5,739                  |
| 2008–09               | 2       | الدرجة الثانية  | 14.    | 38            | 13  | 6     | 19    | 45 | 50   | 45         | ---                | دور الـ 16  | الدور الأول        | 6,334                  |
| 2009–10               | 2       | الدرجة الثانية  | 2.     | 38            | 20  | 7     | 11    | 53 | 34   | 67         | ---                | دور الـ 8   | الدور الأول        | 7,702                  |
| 2010–11               | 1       | الدرجة الأولى   | 16.    | 38            | 11  | 13    | 14    | 36 | 43   | 46         | ---                | دور الـ 32  | الدور الثالث       | 13,549                 |
| 2011–12               | 1       | الدرجة الأولى   | 15.    | 38            | 8   | 17    | 13    | 31 | 38   | 41         | ---                | دور الـ 64  | الدور الثالث       | 13,597                 |
| 2012–13               | 1       | الدرجة الأولى   | 20.    | 38            | 8   | 5     | 25    | 32 | 62   | 29         | ---                | دور الـ 16  | الدور الثالث       | 11,796                 |
| 2013–14               | 2       | الدرجة الثانية  | 7.     | 38            | 15  | 11    | 12    | 38 | 32   | 56         | ---                | دور الـ 32  | الدور الثالث       | 7,609                  |
| 2014–15               | 2       | الدرجة الثانية  | 6.     | 38            | 14  | 15    | 9     | 41 | 27   | 57         | ---                | R.1/4       | الدور الأول        | 7,557                  |
| 2015–16               | 2       | الدرجة الثانية  | 10.    | 38            | 12  | 11    | 15    | 34 | 41   | 47         | ---                | الدور الأول | الدور الأول        | 6,887                  |
| 2016–17               | 2       | الدرجة الثانية  | 5.     | 38            | 19  | 8     | 11    | 58 | 44   | 65         | ---                | دور الـ 64  | الدور الثاني       | 8,042                  |
| 2017–18               | 2       | الدرجة الثانية  | 5.     | 38            | 18  | 11    | 9     | 58 | 43   | 65         | ---                | الدور الأول | الدور الأول        | 7,458                  |
| 2018–19               | 2       | الدرجة الثانية  | 2.     | 38            | 21  | 11    | 6     | 64 | 35   | 74         | ---                | دور الـ 64  | الدور الثاني       | 9,216                  |
| 2019–20               | 1       | الدرجة الأولى   | 14.    | 28            | 8   | 10    | 10    | 34 | 37   | 34         | ---                | دور الـ 64  | R.1/4              |                        |

## شراكة
يرعى ستاد بريست 29 نظيره الأمريكي في نيويورك نادي الهاوي ستاد بيريست نيويورك منذ سبتمبر 2011. 

## روابط خارجية
- الموقع الرسمي لملعب بريست 29 (باللغة الفرنسية)